# Cato (Nowy Jork)
Cato – miasto w Stanach Zjednoczonych, w stanie Nowy Jork, w hrabstwie Cayuga.